# Johan Caspar de Cicignon
Johan Caspar de Cicignon (ca. 1625 i Oberwampach i Luxemburg - 12. december 1696 i Fredrikstad) var en luxemburgsk adelsmand som tjenestegjorde som dansk-norsk general, ingeniør og byplanlægger. Han stod for genopbygningen af Trondhjem efter branden i 1681.
Han var far til Frederik Christopher de Cicignon.

## Karriere
Cicignon hørte til en fransk adelig slægt, som ejede godser i Lorraine og Luxembourg. Han kom i dansk krigstjeneste under Frederik III i 1657. Deltog i forsvaret af København under stormen den 11. februar 1659. Kom i 1662 til Bergen som oberstløjtnant i Bergenhuses Regiment. 1664 blev han kommandant på Bergenhus fæstning og fik året efter særlig lejlighed til at udmærke sig på denne post, idet han optrådte med megen snarrådighed og med samme ubestikkelige fasthed som den kommanderende general Claus Ahlefeldt, da en engelsk flåde søgte at erobre en hollandsk flåde under fæstningens kanoner. I et år, fra 1666-67, fratrådte han kommandantskabet, men tiltrådte det igen og blev oberst og chef for Bergenhuses Regiment. I slutningen af 1669 rejste han til Danmark og kom ikke mere tilbage til Bergen som kommandant. Derimod blev han 1671 kommandant i Nyborg og chef for fynske nationale Regiment.

### Under Den Skånske Krig
Da Den Skånske Krig udbrød 1675, fik han rig lejlighed til at lægge sin dygtighed for dagen og blev betragtet som en af tidens dygtigste officerer. Han blev derfor også straks i krigens begyndelse i Pommern meget anvendt. Han fik ordre til 26. september at berede hærens overgang over floden Reckenitz ved Steinorth, for at den lille fæstning Damgarten kunde blive indtaget. Det lykkedes ham imidlertid ikke at forcere overgangen, der dog senere blev sat i værk med store anstrengelser. Han deltog derefter i Wismars belejring og erobrede i spidsen for en af stormkolonnerne, tillige med Niels Rosenkrantz' og Siegwert von Bibows kolonner, fæstningens kastel, hvorved Wismars skæbne blev afgjort. Efter fæstningens erobring forblev han med sit regiment i Wismar som besætning, indtil det i juni 1676 blev ført til Skåne, hvor han blev udnævnt til kommandant i Ystad, hvis fæstningsværker han lod sløjfe. Kort efter udmærkede han sig i høj grad ved Christianstads erobring 15. august og fik kommandoen over et korps, som foreløbig forblev ved denne fæstning. To dage efter stod Slaget ved Halmstad, hvori fire kompagnier af regimentet deltog og blev aldeles oprevne, og Cicignon fik nu travlt med at komplettere regimentet med rekrutter, som han hentede på Sjælland. I december stod Slaget ved Lund, i hvilket han kommanderede hærens anden træfning, men han blev senere draget til ansvar for sit forhold i slaget, og i den krigsret, som året efter blev holdt over ham og generalmajor Anders Sandberg, blev de begge kasserede. Cicignon, som havde afgivet kommandoen over sit regiment i slutningen af 1676, blev dog hurtig taget til nåde igen. Han kommanderede 7. september 1677 i Christian V's nærværelse landgangen på Rygen, ved hvilken de svenske dog kun ydede ringe modstand. Endnu samme år blev han guvernør i Fredrikstad og året efter generalmajor. Under Ulrik Frederik Gyldenløves kommando tog han del i et af dennes heldige indfald i Dalsland og Värmland om vinteren 1679, men samme år blev freden sluttet.

### I fredstid
Han tilbragte nu resten af sit liv i Norge, hvor han hørte til hærens generalitet og havde forskellige kommandoposter nordenfjelds. 1681 grundlagde han fæstningen Christianssten ved Trondhjem. Ved sin udnævnelse til Ridder af Dannebrog 5. maj 1686 valgte han følgende originale sentens til sit valgsprog:
Courage sans conduite

Est un seigneur sans suite,

Conduite sans courage

Est un pauvre personage
Efter sin udstationering i Fredrikstad gik han med iver og dygtighed ind for at udvikle befæstningerne, og skaffede sig atter et ry som ingeniør og byplanlægger.

### Reguleringen af Trondhjem
I 1681 blev Cicignon sendt til Trondhjem for at lede genopbygningen af byen efter bybranden. Han udarbejdede da den byplan, som midtbyen i Trondheim fortsat er reguleret efter, og som regnes som det fremmeste eksempel på en barok byplan i Norge. Året efter blev også Kongsvinger anlagt efter en plan af Cicignon.
Siden 1679 levede Cicignon og familie på den tidligere adelige sædegård Trosvik ved Fredrikstad, som han købte af Ulrik Frederik Gyldenløve. Her gjorde han det godt inden for ejendomsspekulation og endte sine dage i stor velstand. For sin indsats for Fredrikstad har han også fået en bydel opkaldt efter sig. Cicignon har også fået en plads opkaldt efter sig i Trondheim, Cicignons Plass, beliggende mellem Krambugata og Søndre Gate.
Johan Caspar de Cicignon døde 12. december 1696 på sin gård Trosvik.

## Katolik
Johan Caspar de Cicignon var katolik. Efter slaget på Bergens Våg i 1665 havde han en katolsk huskapellan og en katolsk feltpræst for sine udenlandske lejesoldater. I april 1678 kom en jesuitpater til Fredrikstad, hvor han skulle missionere. Den lutherske superintendent i Christiania tog straks kontakt med statholder Ulrik Frederik Gyldenløve og forlangte, at han øjeblikkeligt blev udvist. Imidlertid, Cicignon havde ved sin militære succes oparbejdet sig en heltestatus i hele Danmark-Norge som gjorde, at han kunne tage sig friheder på det religiøse område, som var helt udelukket for andre og blev staffet strengt. Gyldenløve var helt afhængig af Cicignon og ville ikke effektuere udvisningen. I foråret 1682 indvilgede Gyldenløve i fri religionsudøvelse for borgere i Fredrikstad, da Cicignon ikke ønskede at vende ryggen til sin tro for karrierens skyld. Derved kunne holdes offentlige messer. Ved rejser i landet medbragte Cicignon sine katolske præster, der på messer uddelte sakramenterne til katolikker på stederne. Efter indføringen af Christian Vs Norske Lov i 1688 mødte religionsfriheden i Fredrikstad større modstand. I september 1690 udstedte kong Christian V et dekret som bestemte, at alle børn af blandede ægteskaber skulle døbes og oplæres i den lutherske tro. I 1691 så de katolske præster sig nødsaget til at forlade Fredrikstad. Da Cicignon fem år senere døde, fik han ikke det sidste sakramente (den sidste olie).
Cicignon's katolske hengivenhed kom til udtryk blandt andet i nogle af inskriptionerne han lod hugge på Trosvik, en af dem: «Sancta Maria. Ora pro nobis. I.C. von Cicignon» («Hellige Maria. Bed for os»). Uvist, om sønnen blev oplært i den katolske eller evangelisk-lutherske tro.

## Familie
1662 den 6. juni fik kaptajn Johan Caspar von Cicignon og Anna Sophie, afg. Niels Nielsens, bevilling til vielse i huset uden trolovelse og lysning. Anna Sophia født Hagedorn, var enke efter Niels Nielsen Rølde, tidligere kgl. renteskriver, der drev et herberg i København, han døde i oktober 1661. De fik 2 sønner, den førstefødte begravedes 25. maj 1669 i Vor Frue kirke i Bergen. Omring 1667 fødtes Frederik Christoph. 1690 den 17. juni ved dåb af et barn af Hans Ernst von Tritzschler, blev barnet holdt af fru generalmajor Cicignon. Hun døde i september 1690.
Navnet Cicignon var usædvanligt og kunne i andres hænder blive skrevet Sitzenau, Zitzenav, Sissenow eller Cecignon.

## Anmærkning
I ældre stamtavler oplyses Johan Caspar de Cicignon at være gift med Ingeborg Sophie von Hagedorn (13. marts 1636 - 1667), der var en slægtning af Christopher Gabels hustru og datter af fyrstelig hessisk råd og intendant ved de schamburgske godser i Holsten Philip Johan Hagedorn (1586-1641) og Anna Elisabeth Badenhaupt. Gentaget af P. F. Rist i Dansk Biografisk Leksikon, 1. udgave, og af andre. Eftersom Ingeborg Sophie døde i 1667, kan hun ikke da være hustru til J. C. de Cicignon, idet han i 1662 giftede sig med Anna Sophia. Anna Sophia oplyses, at være født samme dag som oplyst for Ingeborg Sophie og have samme forældre.